# Miroszka
Miroszka is een plaats in het Poolse district  Gnieźnieński, woiwodschap Groot-Polen. De plaats maakt deel uit van de gemeente Niechanowo en telt 100 inwoners.

## Verkeer en vervoer
- Station Miroszka